# Forest for the Trees
Forest for the Trees – eksperymentalna grupa muzyczna założona przez Carla Stephensona, która zadebiutowała singlem „Dream” w zestawieniach muzyki pop w roku 1993. Pełna płyta, zawierająca wspomniany singiel została wydana dopiero w 1997. Opóźnienie to było spowodowane załamaniem nerwowym lidera grupy.
Członkami zespołu byli John „coz” Acosta, Beck, Papa Bear Martinez, Mark Petersen, Jasper & Amadeus.

## Dyskografia
- Forest for the Trees (1997)
- The Sound of Wet Paint (EP, 1999)